# Skerhólmur

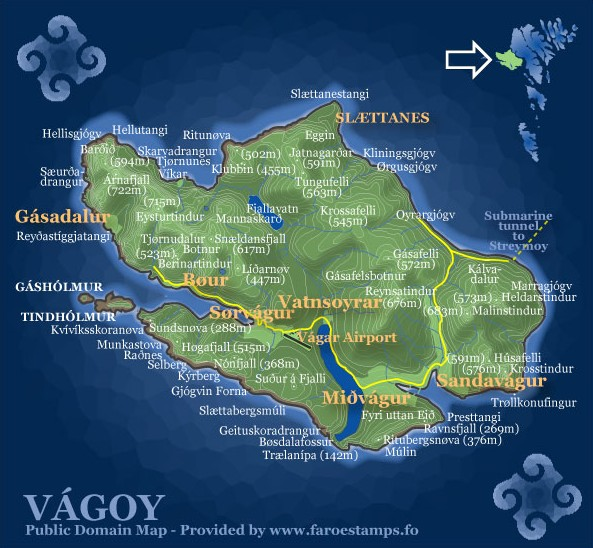
Karta över Vágar med Sørvágsfjørður utmärkt

Skerhólmur är en liten obebodd holme i mitten av Sørvágsfjørður, en knappt fyra kilometer lång fjord på den sydvästra delen av ön Vágar i den västligaste parten av ögruppen Färöarna.